# Timothy Leary
Timothy Francis Leary, Ph.D. (Springfield, Massachusetts, 22 de octubre de 1920-Los Ángeles, California, 31 de mayo de 1996) fue un escritor, psicólogo y pionero estadounidense de la investigación y uso de sustancias psicodélicas, a las que rechazó tratar como drogas para denominarlas «tecnologías extáticas».
Escribió uno de los libros más importantes de diagnosis de la personalidad y desarrolló el mapa de la conciencia basado en un sistema de 8-circuitos revolucionando el campo de la psicología con su obra The Game of Life y su estudio sobre la psicología de la información. También fue una de las primeras personas cuyos restos fueron enviados al espacio por petición propia.
Fue un famoso proponente de los beneficios terapéuticos y espirituales del uso del LSD, la psilocibina y la DMT conduciendo los primeros estudios formales en la Universidad de Harvard en un lapso previo a la revolución pacífica de los 60s, cuyo principio se le adjudica al trabajo de Leary, Ken Kesey y Richard Alpert.

## Sus primeros años
Nació en Springfield, Massachusetts, Estados Unidos, hijo único de un dentista militar irlandés-americano que los abandonó a él y a su madre cuando apenas contaba con 13 años. Se graduó de la secundaria en Springfield's Classical High School y acudió a tres universidades diferentes. Estudió en la Universidad de la Santa Cruz (College of the Holy Cross) en Worcester, Massachusetts, donde fue conocido por su mala conducta (faltar a clases, consumir alcohol en exceso y sus aventuras con mujeres). Pasó a West Point para agradar a su madre, pero fue forzado a abandonar después de un incidente con contrabando de licor.
Se graduó en psicología en la Universidad de Alabama en 1943 (un obituario en el New York Times decía que tenía problemas de disciplina allí también y que finalmente consiguió su diploma de bachillerato durante el servicio en la Armada de los Estados Unidos, en tiempos de la Segunda Guerra Mundial, cuando sirvió como sargento en el Cuerpo Médico).
Su educación incluyó una maestría en la Universidad Estatal de Washington en 1946 y un doctorado en psicología en la Universidad de California en Berkeley (1950). Fue profesor asistente en Berkeley (1950-1955), director de investigaciones psiquiátricas en la Fundación Kaiser Family (1955-1958) y conferenciante de psicología en la Universidad Harvard (1959-1963).
Leary trabajó desde muy joven en la continuación de proyectos en psicología del Dr. Harry Stack Sullivan, de la Dra. Karen Horney y otros, relacionados con la importancia de las fuerzas interpersonales en la salud mental. El Dr. Leary se centró específicamente en cómo los procesos interpersonales pueden ser usados para diagnosticar patrones de personalidad o desórdenes de la personalidad. Desarrolló un complejo y respetado modelo circunflejo interpersonal, publicado en The Interpersonal Diagnosis of Personality (El diagnóstico interpersonal de la personalidad), que ofrecía medios por los cuales los psicólogos pueden usar anotaciones MMPI, para determinar rápidamente las características interpersonales de los modos de reacción de un respondente o interrogado.
En 1955, Marianne, su primera esposa, se suicidó dejándole con dos hijos a su cuidado. Él describió después que durante estos años había sido “un empleado institucional anónimo que acudía en coche al trabajo cada mañana en una larga línea de automóviles, y conducía a casa cada noche a beber martinis... como uno de los muchos millones de robots de clase media, liberales e intelectuales que hay”.

## Experimentos psicodélicos y experiencias
El 13 de mayo de 1957 la revista Life publicó un artículo de Robert Gordon Wasson que documentó (y popularizó) el uso de hongos del género Psilocybe en ceremonias religiosas de los indígenas Mazatecas de México. Anthony Russo (colega de Leary) había consumido estos psicodélicos (o enteogénicos) Psilocybe durante un viaje a México y le contó su experiencia a Leary. Dos años después, en agosto, Timothy viajó a Cuernavaca y probó.
La experiencia psicodélica es un viaje a nuevas esferas de la conciencia. Los alcances y el contenido de las experiencias no tiene límites, pero su rasgo característico es la trascendencia de conceptos verbales, de las dimensiones de espacio y tiempo, y del ego o la identidad. Experiencias de conciencia agrandada pueden ocurrir de varias formas: privación de los sentidos, ejercicios de yoga, meditación disciplinada, éxtasis religioso o estéticos, o espontáneamente. Más recientemente se han vuelto disponibles para cualquiera a través de la ingestión de drogas psicodélicas como LSD, psilocibina, mescalina, DMT, y otras. Por supuesto, la droga no produce la experiencia trascendente, meramente actúa como una llave química que abre la mente, libera el sistema nervioso de sus patrones ordinarios y estructuras.
En septiembre de 1966, Leary fundó La Liga para el Descubrimiento Espiritual, una religión que declara al LSD como su santo sacramento, en parte como un esfuerzo infructuoso por obtener un estatus legal para el uso de LSD y otros psicodélicos como elementos constitutivos de la religión, basándose en el argumento de "libertad de religión". El 6 de octubre de 1966, la LSD fue declarada ilegal y todos los programas científicos de investigación detenidos.
A principios de 1967, Leary hizo una gira por algunas universidades presentando una interpretación multimedia llamada «La Muerte de la Mente», con el fin de representar la experiencia con la LSD. Él dice que la Liga para el Descubrimiento Espiritual tiene un límite ya alcanzado de 360 miembros, pero insta a los demás a formar sus propios grupos religiosos psicodélicos.
En enero de 1967, Leary pronunció un discurso ante la Human Be-In, un grupo de 30 000 hippies en Golden Gate Park, San Francisco, donde dijo su famosa frase Turn on, tune in, drop out.  Esta fue una ocurrencia de Leary una vez que se estaba bañando un día después de que Marshall McLuhan le sugirió “algo rápido” para promover los beneficios de la LSD.
Finalizando la década de los sesenta, Leary se mudó a California. Hizo algunos amigos en Hollywood, y se dice que cuando se casó con su tercera esposa, Rosemary Woodruff , en 1967, el evento fue dirigido por el actor Ted Markland, de Bonanza, y todos los invitados estaban en un plano superior de realidad.
Comenzando la década de los setenta, Leary, en colaboración con el escritor Brian Barritt, formuló su “circuito modelo de conciencia”, donde dice que la mente humana consiste en siete circuitos que, cuando son activados, producen siete niveles de conciencia (publicado por primera vez como un ensayo titulado, Las Siete Lenguas de Dios). Leary y Barritt colaboraron con el grupo de rock alemán Ash Ra Tempel en el disco Seven Up (1972), cuyos siete cortes ilustran las tesis de Leary. El sistema pronto se expandió e incluyó un octavo circuito, pero no fue exhaustivamente formulado hasta la publicación del libro Exo-Psicología de Leary.
Leary creía que los primeros cuatro circuitos (“los circuitos larvales” o “terrestres”) son naturalmente accesibles para la mayoría de la gente en su vida, siendo activados por los puntos de la transición naturales en la vida como la pubertad. Los segundos cuatro circuitos (“los circuitos estelares” o “extraterrestres”), son eventos fortuitos de los primeros cuatro circuitos, que podían ser activados en puntos de transición que tendremos cuando evolucionemos y nos equiparían para sobrellevar la vida en el espacio, como también la expansión de la conciencia que va a ser necesaria para ir más allá de nuestros alcances actuales en los progresos científicos y sociales. Leary sugiere que algunas personas pueden hacer el cambio a los últimos cuatro circuitos (es decir, hallar el gatillo artificialmente) alterando la conciencia utilizando técnicas como la meditación y los esfuerzos espirituales como el yoga, o tomando las drogas psicodélicas específicas para cada circuito. Un ejemplo que él cita como evidencia de “los cuatro circuitos más altos” fue el sentimiento de flotar en el aire y los movimientos inhibidos experimentados por los usuarios de marihuana. En el modelo de ocho circuitos de conciencia, una función teórica primaria del quinto circuito (el primero de los cuatro que desarrolló para la vida en el espacio exterior) es permitirles a los humanos acostumbrarse a la vida en un ambiente de gravedad cero, o de baja gravedad.

## Problemas con la Ley

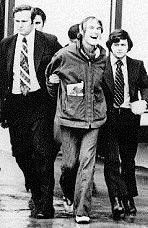
Arresto de Leary en 1972.

Su primer encuentro con la ley tuvo lugar el 20 de diciembre de 1965. Cuando cruzaban la frontera de México a Estados Unidos, su hija fue capturada con marihuana. Después de asumir la responsabilidad por la sustancia, fue sentenciado a 30 años de cárcel, una sanción de 30 000 dólares y teniendo que someterse a tratamiento psiquiátrico. Luego apeló el caso y salió en libertad condicional.
El 26 de diciembre de 1968, fue arrestado de nuevo por posesión de marihuana, y Leary alegó que fue víctima de conspiración del oficial que lo arrestó. En esta ocasión también salió bajo condicional.
El 19 de mayo de 1969, la Corte Suprema concurre con Leary, y el caso de 1965 fue cerrado. El caso fue conocido como "Leary vs. United States".
El día que su condena fue eliminada, Leary anuncia su candidatura para gobernador de California, compitiendo contra Ronald Reagan. El eslogan de su campaña fue “come together, join the party” (“vamos juntos, unámonos a la fiesta/al partido (político)”). El 1° de junio de 1969, Leary se une a John Lennon y a Yōko Ono en su Montreal Bed-In y Lennon subsecuentemente escribe una canción para su campaña, llamada «Come Together».
El 21 de enero de 1970, Leary recibió una condena de diez años de cárcel por el conflicto de 1968. Cuando Leary llegó a prisión, hizo unas pruebas psicológicas que fueron usadas para asignar a los presos trabajos apropiados. Habiendo él diseñado muchas de las pruebas, Leary las contestó de tal manera que pareciera ser una persona conformista y convencional con un gran interés en la jardinería y la selvicultura.
Como resultado, se le asignó un trabajo como jardinero en una sección de baja seguridad y en septiembre de 1970 se escapó, dejando una nota que hablaba sobre su escape no-violento y retando a los oficiales a que lo atraparan antes de que se fuera. Con una cuota pagada por The Brotherhood of Eternal Love (La Hermandad del Amor Eterno), financiaron a la organización Weather Underground para liberar a Leary y a su esposa Rosemary Woodruff Leary de Estados Unidos y los dejaron en Argelia. Su plan era refugiarse con Eldridge Cleaver y Las Panteras Negras en el exilio, pero el plan falló cuando, después de estar con ellos por un corto tiempo, trataron de secuestrarlo, según Leary.
En 1971 la pareja huyó a Suiza, donde fueron protegidos por Michel Hauchard, quien decía tener la obligación como caballero de proteger a los filósofos, aunque en realidad estaba interesado en un trato cinematográfico.
En 1972, el abogado de Nixon convenció al gobierno suizo para que encarcelaran a Leary, cosa que hicieron por un mes, pero Suiza se negó a extraditarlo de vuelta a Estados Unidos.
En ese mismo año Leary se separó de su esposa. Tiempo después conoció a una francesa llamada Joanna Harcourt-Smith (quien siempre llevó su apellido paterno hasta su separación en 1977) y se casaron dos semanas después de conocerse en una pseudo-ceremonia en un hotel; viajaron a Viena, Beirut y después a Kabul, Afganistán, en 1973. Este país no tiene un tratado de extradición con Estados Unidos, pero esa política no se aplica para las aerolíneas estadounidenses, así que Leary fue arrestado antes de que pudiera bajar del avión.
Como el avión debía hacer escala en el Reino Unido, Leary pidió asilo político en este país, pero no lo obtuvo. Su fianza se fijó en cinco millones de dólares ($21 millones en el 2006), la más alta en ese momento de la historia de los Estados Unidos. El presidente Richard Nixon lo etiquetó como «el hombre más peligroso de Norteamérica».
Los jueces alegaron que «si se le permitía estar libre, iba a hacer publicidad de sus ideas», por lo que lo condenaron a 95 años de cárcel. Lo colocaron en una celda individual en Folsom Prison, California, donde en un momento de su estancia estuvo en la celda vecina a la de Charles Manson. Manson trataba de entender por qué Leary nunca trató de controlar a la gente cuando les daba LSD. «Ellos hubieran tomado las calles…» Manson decía, «mientras yo hubiera continuado con su trabajo…».
Muchos de sus más viejos amigos, incluso Ken Kesey, Paul Krassner, Allen Ginsberg, Jerry Rubin y Ram Dass, estaban enemistados con Harcourt-Smith y sentían que ella lo estaba controlando. Estos sentimientos se hicieron patentes en una reunión contra el "nuevo" Leary organizada por Kesey en la Universidad de Stanford.
Encarcelado, seguía siendo un escritor productivo. Adoptó una nueva identidad, la de profesor futurista, con la serie formada por StarSeed (1973), Neurologic (1973), y Terra II: A Way Out (1974). Leary hizo una transición desde la filosofía oriental, pasando por Aleister Crowley, hasta alcanzar el espacio exterior, siendo un médium para la trascendencia espiritual su principal marco de referencia. Neurologic también añadía la idea de la contracción y dilatación del tiempo disponible para la activación del cerebro a través del ADN, células o un nivel atómico de realidad. Terra II es su primera proposición detallada para la colonización espacial.
En 1976, un juez ordenó su excarcelación. Luego se interesó en computación, ordenadores y el ciberespacio.

## Su historia en Hollywood

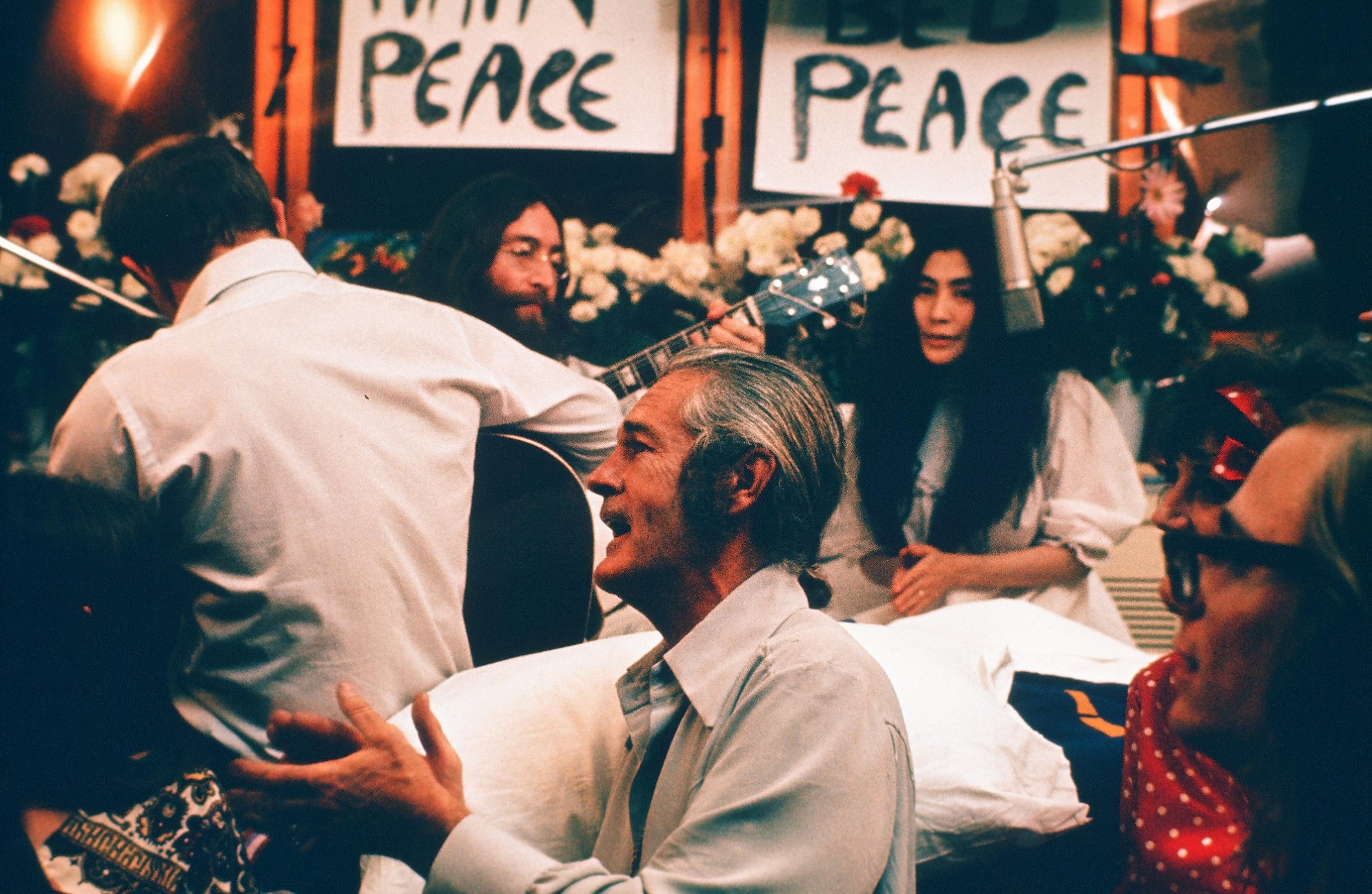
Grabando el disco Give Peace a Chance en 1969, Timothy Leary al frente, al fondo John Lennon y Yōko Ono.

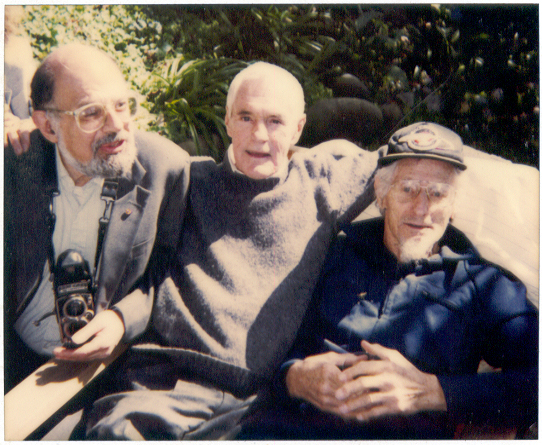
Domingo de Pascua 1991, en casa del Dr. Oscar Janiger. De izquierda a derecha: Allen Ginsberg, Timothy Leary, y John C. Lilly, M.D.

Leary aparece en Nice Dreams de Cheech y Chong (1981) como un benevolente psiquiatra que administra LSD a enfermos mentales.

## Muerte
En 1995 descubrió que estaba terminalmente enfermo, con un cáncer de próstata inoperable. No reveló su condición a la prensa, pero lo hizo así después de la muerte de Jerry García en agosto de ese mismo año.

## Ensayos, libros y artículos
Todos publicados en su idioma nativo (inglés).
- The Interpersonal Diagnosis of Personality. Leary, Timothy. 1957.
- The Psychedelic Experience: A Manual Based on the Tibetan Book of the Dead. Leary, Timothy and Metzner, Ralph, Alpert, Richard, Karma-Glin-Pa Bar Do Thos Grol. 1964. (ISBN 0-8065-1652-6)
- Psychedelic Prayers & Other Meditations. Leary, Timothy. 1966. (ISBN 0-914171-84-4)
- Start Your Own Religion. Leary, Timothy. 1967. (ISBN 1-57951-073-6)
- The Politics of Ecstasy. Leary, Timothy. 1968. (ISBN 0-914171-33-X)
- High Priest. Leary, Timothy. 1968. (ISBN 0-914171-80-1)
- Confessions of a Hope Fiend. Leary, Timothy. 1973.
- Mystery, magic & miracle: Religion in a post-Aquarian age, (A Spectrum book). Heenan, Edward F. and Jack Fritscher, Timothy Leary. 1973. Prentice-Hall. (ISBN 0-13-609032-X)
- Timothy Leary: el sumo sacerdote de la psicodelia. Felipe Company. A Tabla Naumoski. Enero, 2018.
- What Does WoMan Want?: Adventures Along the Schwarzschild Radius. Leary, Timothy. 1976. Describes techniques of "Hedonic Engineering" (Leary's name for tantric sex).
- The Periodic Table of Evolution. Leary, Timothy. 1977
- Exo-Psychology: A Manual on The Use of the Nervous System According to the Instructions of the Manufacturers. Leary, Timothy. 1977. Starseed/Peace Press.
- Changing My Mind Among Others. Leary, Timothy. 1982. Prentice Hall Trade. (ISBN 0-13-127829-0)
- Flashbacks. Leary, Timothy. 1983. Tarcher. (ISBN 0-87477-177-3)
- Flashbacks. Leary, Timothy. 1983. (ISBN 0-87477-497-7)
- Flashbacks: una autobiografía, Alpha Decay, Barcelona, 2004. (ISBN 978-84-92837-98-4)
- What Does Woman Want. Leary, Timothy. 1987. New Falcon Publications. (ISBN 0-941404-62-5)
- Info-Psychology. Leary, Timothy. 1987. (ISBN 1-56184-105-6)
- Info-Psychology: A Revision of Exo-Psychology. Leary, Timothy. 1988. Falcon Pr. (ISBN 0-941404-60-9)
- Change Your Brain. Leary, Timothy. 1988. (ISBN 1-57951-017-5)
- Your Brain is God. Leary, Timothy. 1988. (ISBN 1-57951-052-3)
- Game of Life. Leary, Timothy. 1989. New Falcon Publications. (ISBN 0-941404-64-1). (Original Edition Published in 1977)
- Uncommon Quotes: Timothy Leary. Leary, Timothy. Audio tape. 1990. Pub Group West. (ISBN 0-929856-01-5)
- Chaos and Cyber Culture. Leary, Timothy and Michael Horowitz, Vicki Marshall. 1994. Ronin Publishing. (ISBN 0-914171-77-1)
- HR GIGER ARh+. Giger, H. R. (foreword). 1994. Benedikt Taschen Verlag. (ISBN 3-8228-9642-X)
- Surfing the Conscious Nets: A Graphic Novel. Leary, Timothy and Robert Williams. 1995. Last Gasp. (ISBN 0-86719-410-3)
- The Lost Beatles Interviews Leary, Timothy (Afterword) and Geoffrey Giuliano, Brenda Giuliano. 1996. Plume. (ISBN 0-452-27025-1)
- Intelligence Agents. Leary, Timothy. 1996. Ronin Publishing. (ISBN 1-56184-038-6)
- Concrete & Buckshot: William S. Burroughs Paintings. Leary, Timothy and Benjamin Weissman. 1996. Smart Art Press. (ISBN 1-889195-01-4)
- Design for Dying. Leary, Timothy, with Sirius, R. U. 1997. HarperCollins Publishers Inc. ISBN 0-06-018700-X (cloth); ISBN 0-06-092866-2 (pbk.); ISBN 0-06-018250-4 (intl).
- El Trip de La Muerte. Leary, Timothy. 1998. Editorial Kairos. SPANISH. (ISBN 84-7245-408-8)
- The Delicious Grace of Moving One's Hand: The Collected Sex Writings Leary, Timothy. 1999. Thunder's Mouth Press. (ISBN 1-56025-181-6)
- Turn On, Tune In, Drop Out. Leary, Timothy. 1999. Ronin Publishing. (ISBN 1-57951-009-4)
- Politics of Self-Determination (Self-Mastery Series). Leary, Timothy. 2001. Ronin Publishing. (ISBN 1-57951-015-9)
- The Politics of Psychopharmacology. Leary, Timothy. 2001. Ronin Publishing. (ISBN 1-57951-056-6)
- Musings on Human Metamorphoses. Leary, Timothy. 2002. Ronin Publishing. (ISBN 1-57951-058-2)
- Evolutionary Agents. Leary, Timothy and Beverly A. Potter. 2004. Ronin Publishing. (ISBN 1-57951-064-7)
- Interpersonal Diagnosis of Personality: A Functional Theory and Methodology for Personality Evaluation. Leary, Timothy. 2004. Resource Publications. (ISBN 1-59244-776-7) (Original Edition Published in 1957)

## Trivia
- Se llama afectuosamente “Billetes de Timothy Leary” (Timothy Leary Tickets) a pequeños pedazos de papel secante humedecidos con LSD.
- En muchas ocasiones estuvo involucrado con grupos de ocultistas, como la orden mágica de los Iluminados de Thanateros.
- Apareció en el Starwood Festival en 1991 y 1992. Ante cientos de neo-paganos declaró en 1991: "I have always considered myself, when I learned what the word meant, I've always considered myself a Pagan." (Frase del CD: Timothy Leary Live at Starwood) (“yo siempre me consideré a mí mismo, cuando aprendí lo que significaba la palabra, yo siempre me consideré a mi mismo un pagano”).
- Leary es padrino de Winona Ryder, Uma Thurman y Miranda July.
- Se cita una frase de "The Psychedelic Experience" de la autoría de Leary en la canción de The Beatles "Tomorrow Never Knows", cuando Lennon en el principio de la canción canta "Turn off your mind, relax and float down stream".
- Los “Leary Biscuits” son galletas con queso, cubiertas de mantequilla y marihuana, suavemente horneadas.
- La canción de The Moody Blues llamada Legend of a Mind habla de Timothy Leary.
- Se menciona a Timothy Leary en la canción "The Acid Memoirs" de Dog Fashion Disco.
- Se menciona a Timothy Leary en la canción The Seeker de The Who, que salió como sencillo en 1970.
- Se menciona a Timothy Leary en la canción Let the sunshine in de la película Hair 1979.
- Una frase de Leary puede ser escuchada en la versión en vivo de Third Eye, en el disco Salival de Tool.
- Otra fase de Leary puede ser escuchada en el sencillo de música Psychedelic Ice Wind del álbum Gravity (2006) del Dj Peter Kubala (conocido como Cosmo).
- Tiamat tiene una canción llamada Four Leary Biscuits en su álbum A deeper kind of slumber.
- Timothy Leary es el nombre de una canción de la banda Nevermore, incluida en su álbum Nevermore de 1995.
- Aparece como invitado en la introducción del CD "Linger Ficken' Good" (1993) del grupo musical Revolting Cocks. De esta misma banda aparece bailando en un videoclip.
- Hace una breve aparición en un video del grupo musical Devo, contestando un teléfono desde su laboratorio donde experimenta con los integrantes de esta banda.
- Charles Manson alega en una grabación que varios personajes lo habían abandonado, incluyendo a Leary.
- En 1969, Timothy Leary decidió lanzarse como candidato a la Gobernación de California, y le pidió a John Lennon que escribiera una canción para él. "Come Together, Join The Party" era el eslogan de la campaña de Leary.
- Se le menciona al final de la película "Miedo y asco en las Vegas" en una reflexión del protagonista sobre las generaciones que vivieron los 60.
- En el especial de televisión de la banda irlandesa U2 "ZOOTV: Outside Broadcast", en la canción introductoria "Zoo Station", Leary aparece durante 7 segundos, demostrando un experimento que consistía en ver televisión 7 horas al día, y alegando que era voluntario el esclavismo, sobre un fondo de distorsión televisiva y unos ojos abiertos, haciendo alusión a la confusión y sobrecarga sensorial que tenía como tema principal dicha gira.
- En 1973, Robert Crumb publicó un cómic titulado "El perfecto", precedido por la frase de Leary "El universo es perfecto". Los beneficios obtenidos por esta publicación estaban destinados a una "Fundación para la defensa de Leary".
- “Come Together” del grupo The Beatles comenzó como un intento de Lennon por escribir una canción para Timothy Leary en su campaña electoral por ser el gobernador de California en donde compitió contra Ronald Reagan.
- Timothy Leary le dio LSD por primera vez a las personas más influyentes del siglo XX impactando sobre el curso de la historia global.
- En 1995, protagonizó el video de la canción "Galaxie" del grupo musical Blind Melon.

## Edición en castellano
- Confesiones de un adicto a la esperanza. Página Indómita. 2023. ISBN 978-84-126489-0-4.
- Timothy Leary, Ralph Metznar, Richard Alpert y Daniel Pinchbeck (2022). La experiencia psicodélica. Un manual basado en El libro tibetano de los muertos. Ediciones Obelisco. ISBN 978-84-9111-855-8.
- LSD flashbacks. Una autobiografía. Barcelona: Alpha Decay. 2015. ISBN 978-84-92837-98-4.
- Devocionario psicodélico. Madrid: T.F. Editores. 2003. ISBN 978-84-89162-07-5.
- El trip de la muerte. Barcelona: Kairós. 1998. ISBN 978-84-7245-408-8.